# Georg Friedrich Werner
Georg Friedrich Werner (* 16. September 1754 in Darmstadt; † 23. April 1798 in Gießen) war ein deutscher Vermessungstechniker, Bautechniker und Hochschullehrer.
Werner gehörte der philosophischen Aufklärungsbewegung des 18. Jahrhunderts an. Er hatte das Pädagogium in Darmstadt absolviert und studierte anschließend über längere Zeit im Selbststudium reine und angewandte Mathematik sowie Wehrtechnik. 1778 wurde er Ingenieurleutnant und Professor für Vermessungstechnik und Festungsbau in Gießen. 1790 wurde er zum Ingenieurhauptmann und zum ordentlichen Professor der Kriegswissenschaften ernannt. 1795 wurde er zum Ingenieurmajor unter Beibehaltung seiner anderen Ämter befördert.
1788 begründete er gegen die newtonsche Korpuskeltheorie des Lichts die von ihm selbst umgestaltete Theorie des Äthers und geriet so in einen wissenschaftlichen Disput mit dem Göttinger Physik-Professor Georg Christoph Lichtenberg, der die newtonsche Lehre bevorzugte. Im Zusammenhang mit einem Versuch, die Veröffentlichung seines Buchs zu verhindern, waren ihm von anderer Seite Sätze seines Buchs als „ketzerisch“ ausgelegt worden. Es kam zu einem Prozess, in dessen Verlauf Werners Landesherr, Landgraf Ludwig X., verlauten ließ, „dass unter Höchst Ihrer Regierung freien Untersuchungen der Vernunft keine Schranken gesetzt werden sollten, sie möchten auch hinführen, wohin sie wollten.“
Aus Verärgerung über die Vorwürfe gegen ihn stellte Werner die Arbeit an seiner Theorie des Lichtäthers ein. Der bereits veröffentlichte Teil fand jedoch den Beifall philosophisch-aufklärerischer Kreise in Gießen, Dillenburg und Braunschweig.

## Schriften (Auswahl)
- Entwurf einer neuen Theorie der anziehenden Kräfte des Aethers. 1788.
- Erster Versuch einer allgemeinen Aetiologie. 1792.
- Theoretisch-praktische Abhandlung über holzsparende Stubenöfen. 1797.